# Новодзель
Новодзель (пол. Nowodziel) — село в Польщі, у гміні Кузьниця Сокульського повіту Підляського воєводства.
Населення — 248 осіб (2011).
У 1975-1998 роках село належало до Білостоцького воєводства.

## Демографія
Демографічна структура станом на 31 березня 2011 року:
|          | Загалом | Допрацездатний вік | Працездатний вік | Постпрацездатний вік |
| -------- | ------- | ------------------ | ---------------- | -------------------- |
| Чоловіки | 125     | 20                 | 80               | 25                   |
| Жінки    | 123     | 18                 | 55               | 50                   |
| Разом    | 248     | 38                 | 135              | 75                   |